# Benguelajärnvägen

Angolas järnvägsnät (interaktiv version) 1067mm spårvidd, 610mm spårvidd.

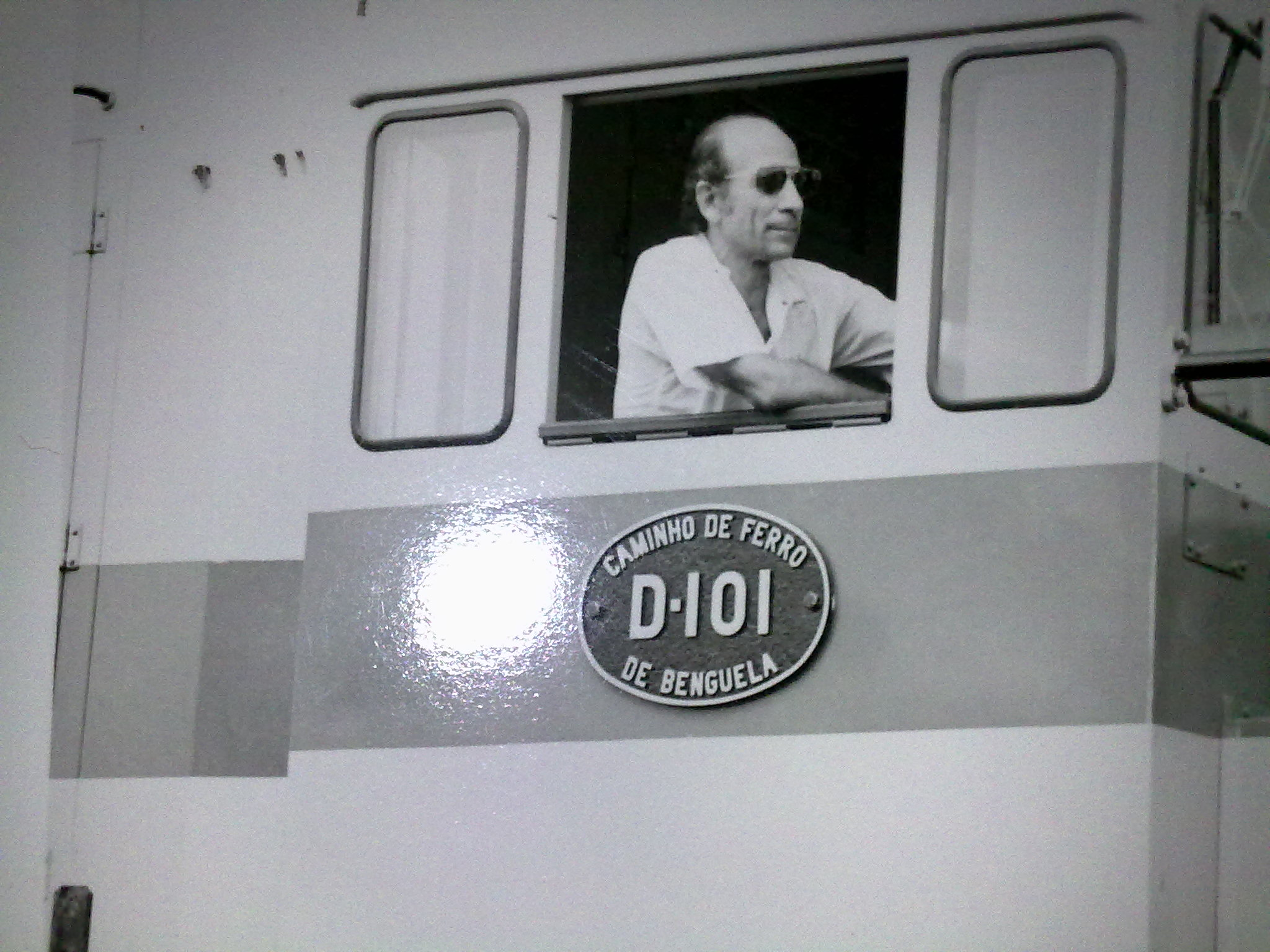
CFB Diesel lokomotiv, 1973

Benguelajärnvägen (portugisiska: Caminho de Ferro de Benguela (CFB)) går från  Atlanthamnen Lobito i Angola genom Benguelaprovisen till staden Huambo till den östra gränstaden Luau och sammankopplas där med järnvägsnätet i DR Kongo och Zambia. Anläggandet av järnvägen påbörjades 1903 och slutfördes 1929. Under angolanska inbördeskriget 1975-2002, stod tågtrafiken på sträckan mer eller mindre stilla. 2005 återupptogs passagerartrafiken på sträckan Lobito och Cubál

## Drift
Benguelajärnvägen har en längd på 1344 kilometer inom Angola och ger tilltänglighet till de inre delarna av landet. Anledningen till att järnvägen byggdes var dock främst för att sammanlänka de kopparrika gruvorna i Katanga i DR Kongo och Zambia med en kuststad, varifrån mineralen kunde exporteras. Järnvägen har en spårvidd på 1067 mm, vilket är den vanligaste spårvidd i  regionen. Investerare vid koppargruvorna investerade i slutet av 1800-talet i järnvägen för export via Lobito, vilket möjliggjordes genom länken i södra Katanga från Tenke junction på DR Kongos Katanga Linje till Dilolo och Luau vid den angolanska gränsen. 
Passagertåg gick även mellan Lubumbashi i DR Kongo och Lobito, som anslöt till passagerbåtar till Europa. Detta gav en kortare resväg för européer som arbetade i Katanga och Zambiska kopparbältet. Namnet Benguelajärnvägen användes ibland för hela sträckan Lubumbashi-Lobito, och inte bara Luau-Lobito som är den officiella sträckningen. Genom Katangalänken och Zambias järnvägsanslutningar till Beira i Moçambique och Dar-es-Salaam i Tanzania vid Indiska Oceanen, fungerar Benguelajärnvägen som en transkontinental järnväg. Den förbinds även indirekt med järnvägssystem i Sydafrika. Under sina glansdagar var Benguelajärnvägen den kortaste vägen för transport av mineraler från DR Kongo till Europa.

## Historia
Järnvägssträckningen följer grovt sett gamla handelsvägar mellan det forntida handelscentret Benguela och dess inland på Biéplatån. 1899 påbörjades byggande av järnvägen i syfte att öka tillgängligheten till den centrala angolanska platån och till mineraltillgångar i dåvarande Kongostaten. En licens, som löpte över 99 år, beviljades till Sir Robert Williams den 28 november 1902. Hans Bengualajärnvägs företag tog över byggnationen som började den 1 mars 1903. När Första Världskriget startade 1914 hade 500 kilometer färdigställts. Byggnationen upphörde fram till 1920, varefter järnvägsförbindelsen till gränstaden Luau blev klar 1929 och kunde därmed sammankopplas till Dilolo i nuvarande DR Kongo. Det huvudsakliga syftet med järnvägen var exporthandel och inhemsk angolansk tågtrafik var av sekundär betydelse. 
Järnvägssträckan visade sig vara framgångsrik och vinstgivande, speciellt i början av 1970-talet när Zambia stängde gränshandeln med dåvarande Zimbabwe.
Efter Angolas självständighet 1975 och utbrytningen av angolanska inbördeskriget medförde att tågdriften mer eller mindre stannade. Efter krigsslutet 2002 var den mesta av järnvägen kraftigt skadad eller förstörd. 2005 inleddes samtal mellan Angola och Zambia för att återuppta tågdriften. Kina bidrog med 300 till 500 miljoner USD i finansiellt stöd för återuppbyggnaden av  det krigsskadade spåret.

## Återuppbyggnaden

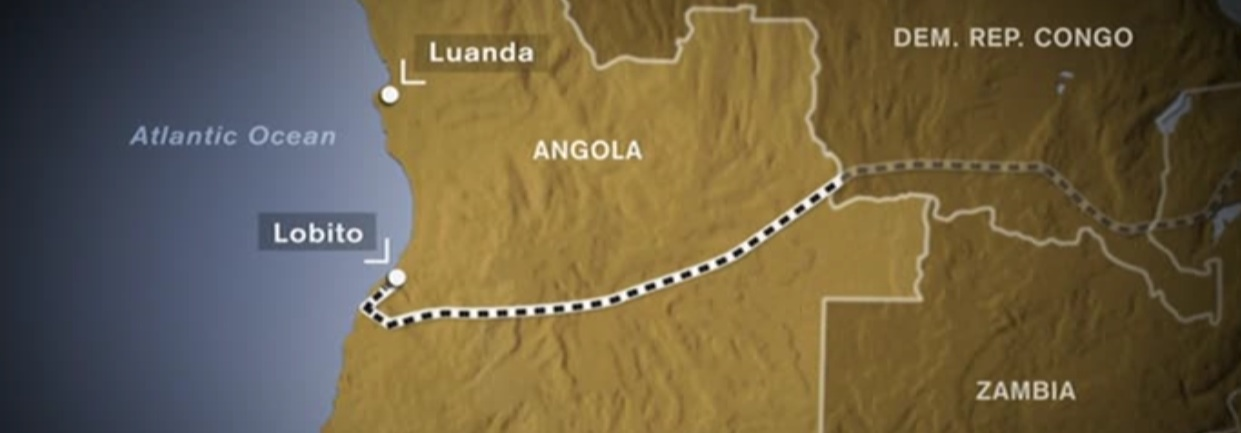

2005 återupptogs passagerartrafiken på sträckan Lobito-Cubal och frakttrafiken mellan Lobito och Huambo. Den 29 augusti 2011 startade Caminhos-de-Ferro de Benguela (CFB) tågdriften mellan Huambo och Benguela. CFB stoppade tågtrafiken på sträckan i oktober 1992 som en följd av den väpnade konflikten i Angola. Efter bandklippningen vid Lobitos järnvägsstation, åkte gästerna mellan Lobito och Benguela på järnvägsvagnar tillverkade i Sydafrika och ett lokomotiv från General Electric som hade varit i bruk sedan 1973.
Den 31 mars 2012, körde ett testtåg de 202 kilometrarna mellan Huambo till Cuíto med Angolas transportminister Augusto da Silva Tomás ombord. Regeringen har lovat att sträckan fram till gränstationen Luau ska vara i drift i slutet av 2012.
Enligt Jornal de Angola, sysselsätter CFB (maj 2012) 1321 personer, under 2011 transporterades 129 430 passagerare och 5640 ton varor på sträckan.  Två tåg per dag kör mellan Lobito och Benguela, tre per vecka mellan Lobito och Cubal samt ett tåg i veckan mellan Lobito och Huambo.
Fullt återuppbyggd kan järnvägen årligen frakta 20 miljoner ton varor och 4 miljoner passagerare, enligt Tomás.

## Stationer

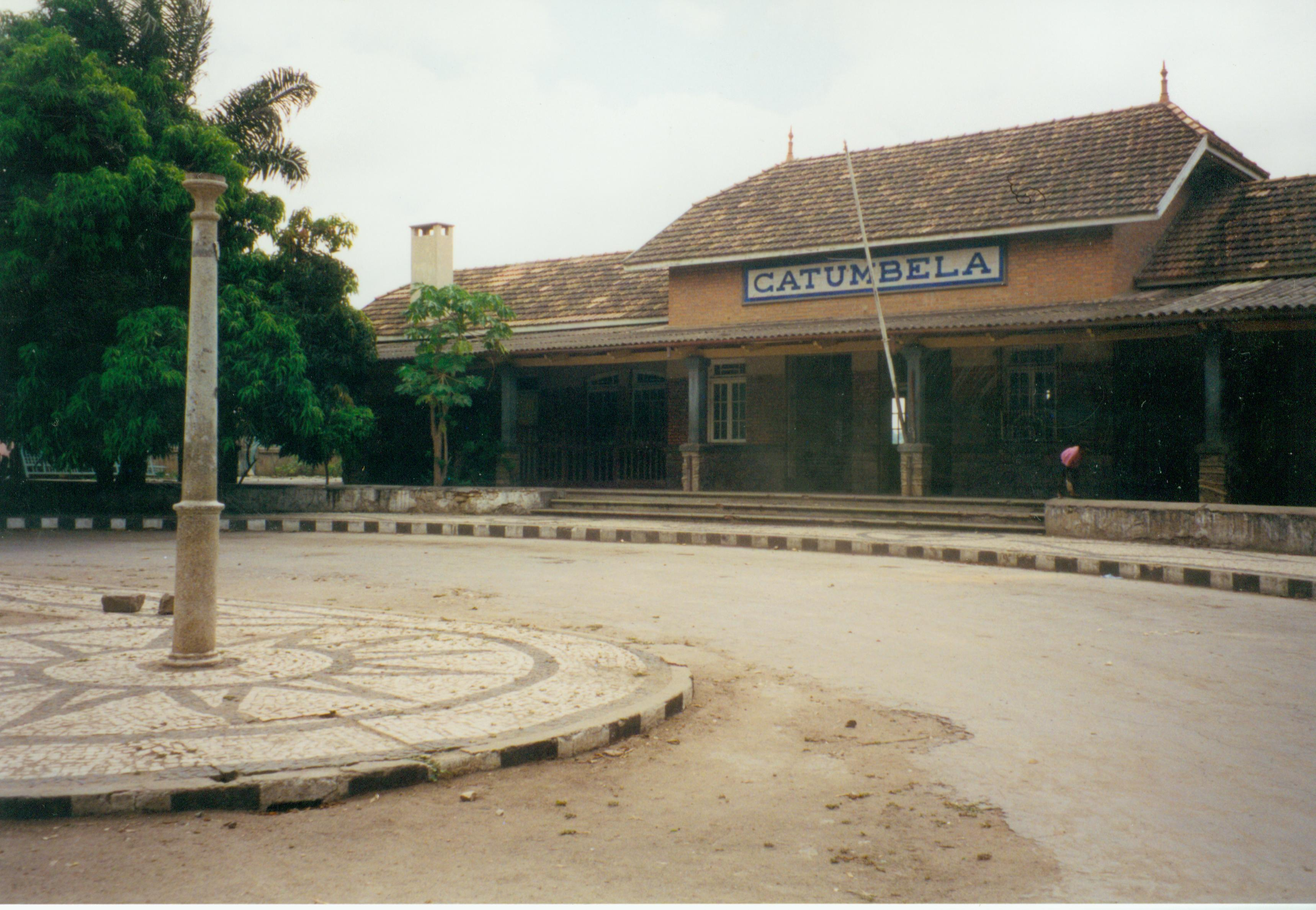
Järnvägsstationen i Catumbela

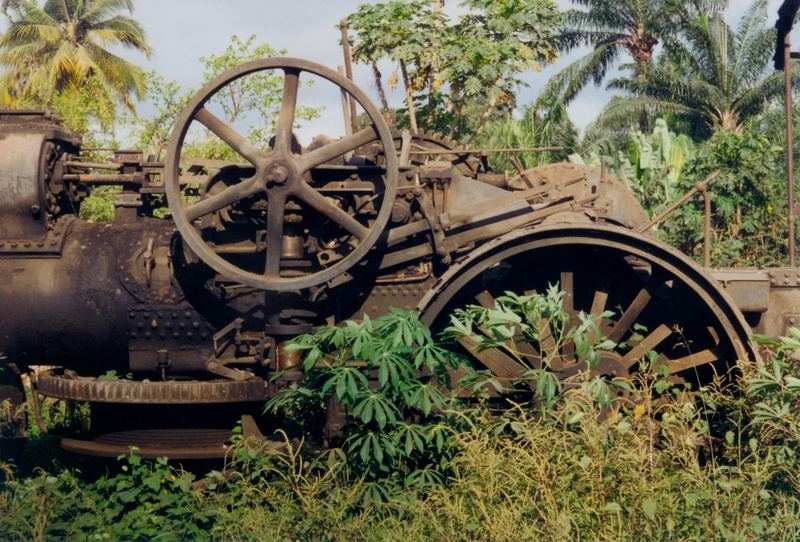
Ett lokomotiv i Lobito

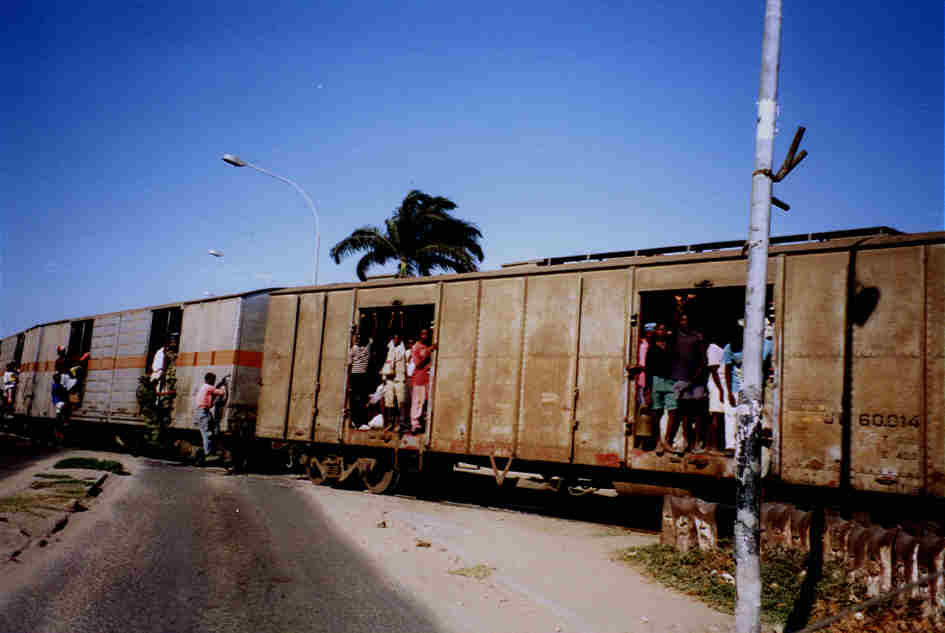
Ett godståg på Benguelajärnvägen med ett antal passagerare

Längs hela sträckan finns 74 stationer av varierande storlek. 

### Huvudstationer
- Lobito - 0 km
- Benguela - 33 km, färdigbyggd i juni 1906
- Cubal - 194 km, färdigbyggd 1908
- Catumbela - 267 km
- Caála - 395 km
- Huambo - 423 km
- Cuíto - 625 km
- Munhango - 842 km
- Luena - 1016 km
- Luau - 1332 km, färdigbyggd 1929, gränsar till DR Kongo